# انواع فولادهای زنگ‌نزن
فولاد زنگ‌نزن بیشتر با مقاومت به خوردگی، استحکام و انعطاف‌پذیری بالا و درصد کروم بالا شناخته می‌شود. برای اینکه غیرفعال سازی در فولاد پدید آید، حداقل درصد کروم آن باید ۱۰٪ تا ۱۲٪ وزنی باشد. در این بین تنها تعداد کمی از فولادهای زنگ‌نزن شامل بیش از ۳۰٪ کروم یا کمتر از ۵۰٪ آهن می‌باشد.
در فولادهای زنگ‌نزن علاوه بر کروم عناصر آلیاژی دیگر نیز وجود دارد که عبارتند از: نیکل، مولیبدن، مس، تیتانیم، سیلیکون، منگنز، نایوبیم، آلومینیوم، نیتروژن و گوگرد. حرف L (ابتدای واژه Low به معنی کم) برای مشخص کردن فولادهای زنگ‌نزن کم کربن به کار می‌رود. هرچه درصد کرین بیشتر باشد، مقاومت نسبت به خوردگی در فولادهای زنگ‌نزن کمتر است.

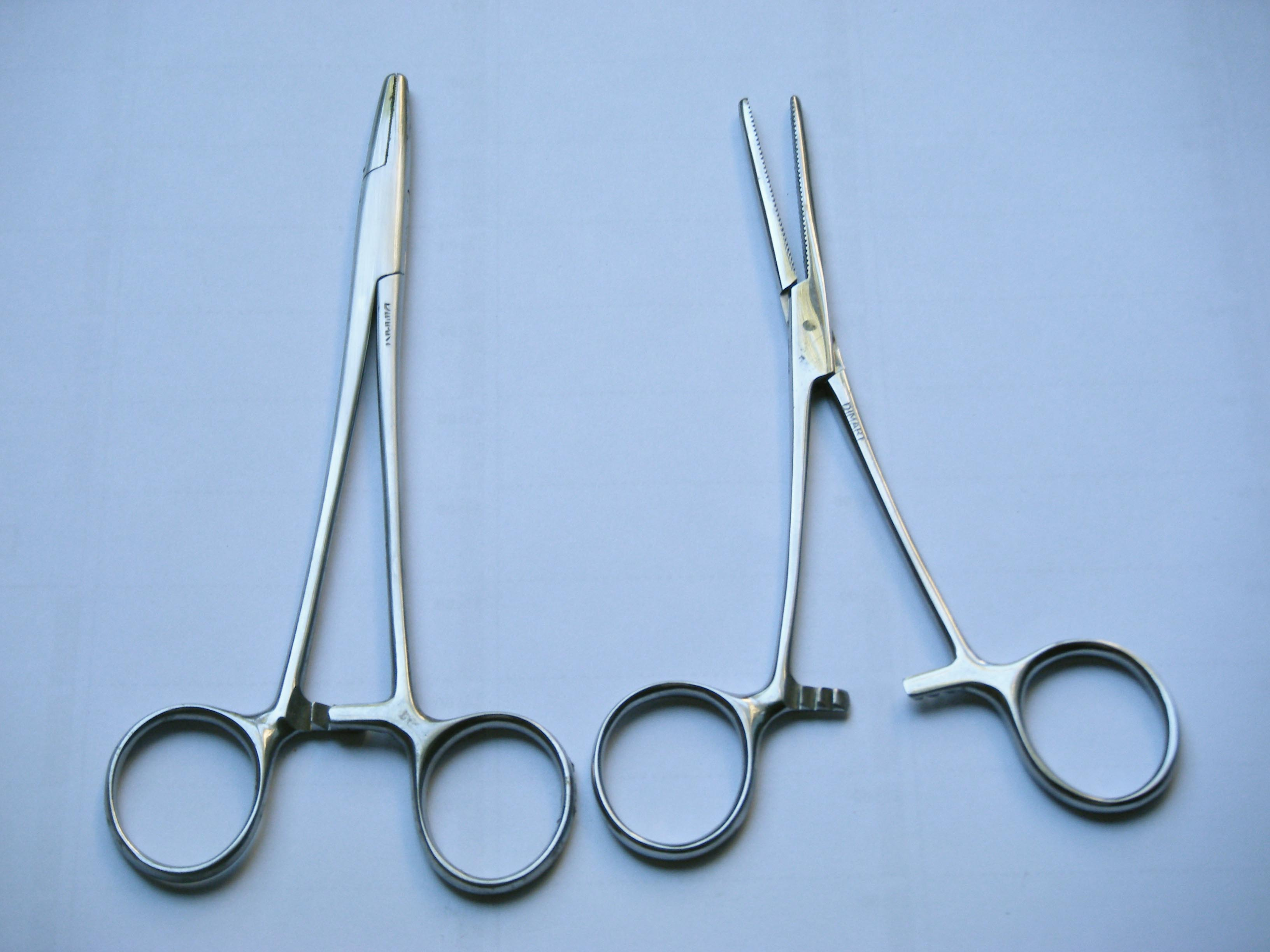
ابزار جراحی عموماً از فولاد زنگ‌نزن ایجاد می‌گردند

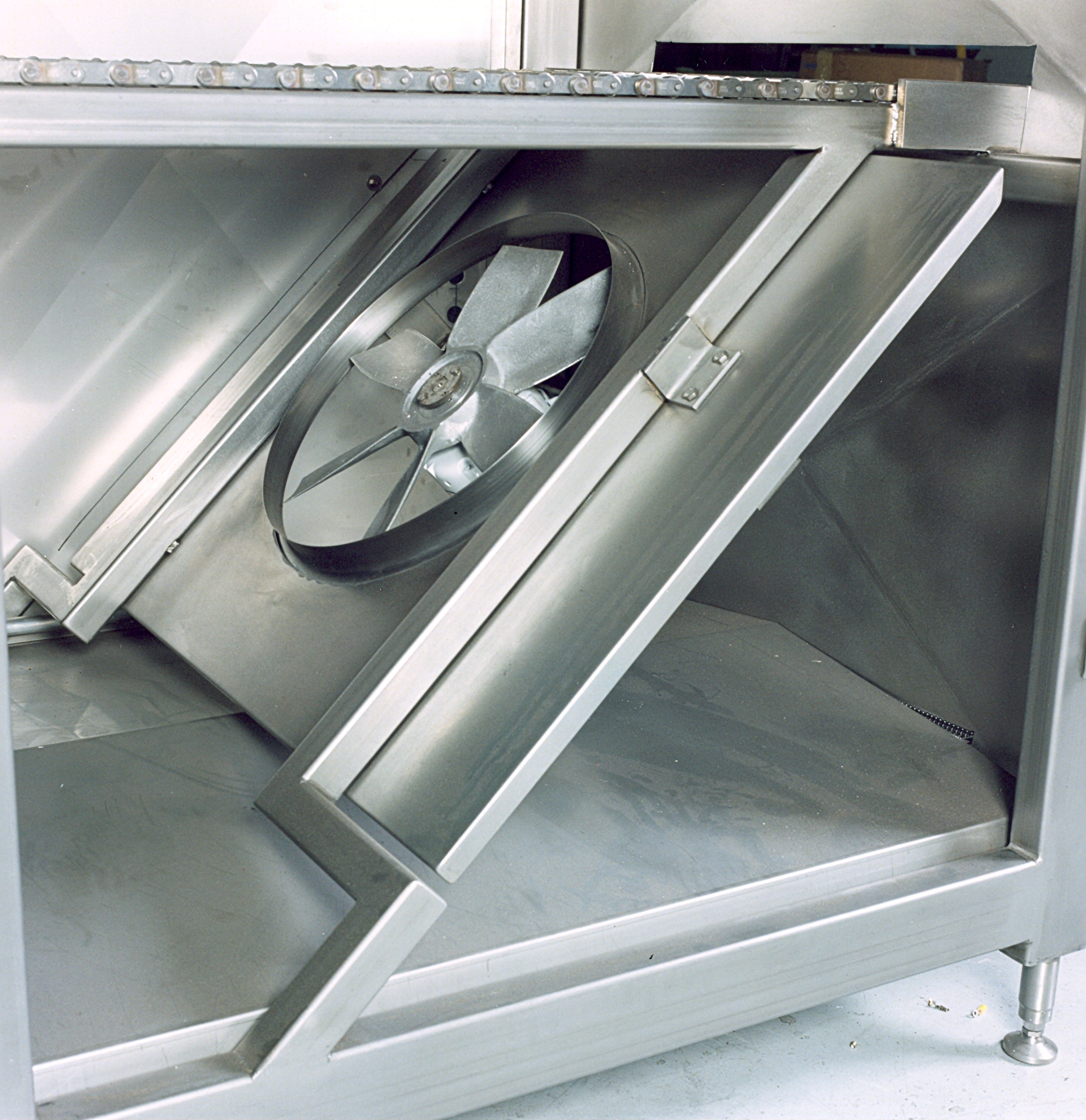
فولاد زنگ‌نزن در ساخت تجهیزاتی که تمیزی و بهداشت آن‌ها مهم است استفاده می‌گردد

## انواع فولادهای زنگ‌نزن

### آستینی (گروه‌های ۲۰۰ و ۳۰۰)
این فولادها اغلب از کروم، نیکل و منگنز در آهن تشکیل می‌شوند. غیر مغناطیسی اند و مقاومت به خوردگی دارند، ولی برای ترک خوردگی تنشی مستعدند. فولادهای زنگ‌نزن آستینی با سردکاری سخت می‌شوند. انعطاف پذیرترین فولادهای زنگ‌نزن هستند و بنابراین به راحتی می‌توان آن‌ها را شکل داد؛ هرچند با افزایش کارسرد، شکل‌پذیری آن‌ها کاهش می‌یابد.
این فولادها در کاربردهای گسترده‌ای از قبیل لوازم آشپرخانه، اتصالات، سازه‌های جوشی، تجهیزات سبک‌وزن حمل و نقل، تجهیزات پزشکی و داروسازی، قطعات کوره و مبدل‌های حرارتی و قطعاتی برای محیط‌های شیمیایی قوی استفاده می‌شوند.

### فریتی (گروه‌های ۴۰۰)
این فولادها درصد کروم بالایی دارند (تا ۲۷٪) و مغناطیسی اند. مقاومت به خوردگی خوب دارند ولی انعطاف پذیریشان از فولادهای زنگ‌نزن آستینتی کمتر است. فولادهای زنگ‌نزن فریتی با سردکاری سخت می‌شوند و قابل عملیات حرارتی نیستند.
اغلب برای کاربردهای غیر سازه‌ای مانند لوازم آشپزخانه و لوازم تزیینی خودرو به کار گرفته می‌روند.

### مارتنزیتی (گروه‌های ۴۰۰ و ۵۰۰)
بیشتر فولادهای زنگ‌نزن مارتنزیتی نیکل ندارند و قابل سخت گردانی با عملیات حرارتی اند. درصد کروم آن‌ها ممکن است تا ۱۸٪ برسد. این فولادها مغناطیسی اند و دارای استحکام، سختی و مقاومت به خستگی بالا، انعطاف‌پذیری خوب و مقاومت به خوردگی متوسط هستند. فولادهای زنگ‌نزن مارتنزیتی برای قاشق و چنگال، ابزارهای جراحی، لوازم، شیرآلات و فنرها بکار می‌روند.

### سخت گردانی رسوبی (pH)
این فولادها حاوی کروم و نیکل، همراه با مس، آلومینیوم، تیتانیوم یا مولیبدن اند. مقاومت به خوردگی و انعطاف‌پذیری خوبی دارند و در دماهای بالا از استحکام زیاد برخوردارند.
کاربرد عمده آن‌ها در هواپیما و قطعات سازه‌ای فضایی است.

### ساختار دوفازی یا دوپلکس
این فولادها مخلوطی از آستنیت‌ها و فریت‌ها هستند. استحکام خوب دارند و نسبت به گروه فولادهای آستنیتی، هم نسبت به خوردگی (در بیشتر محیط‌ها) و هم ترک خوردگی-تنشی، مقاومت بیشتری دارند.
از این فولادها در کارگاه‌های عملیات-آبی و قطعات مبدل حرارتی استفاده می‌شوند.

## طبقه‌بندی گروه‌های مختلف فولادهای زنگ‌نزن براساس کاربرد آن‌ها

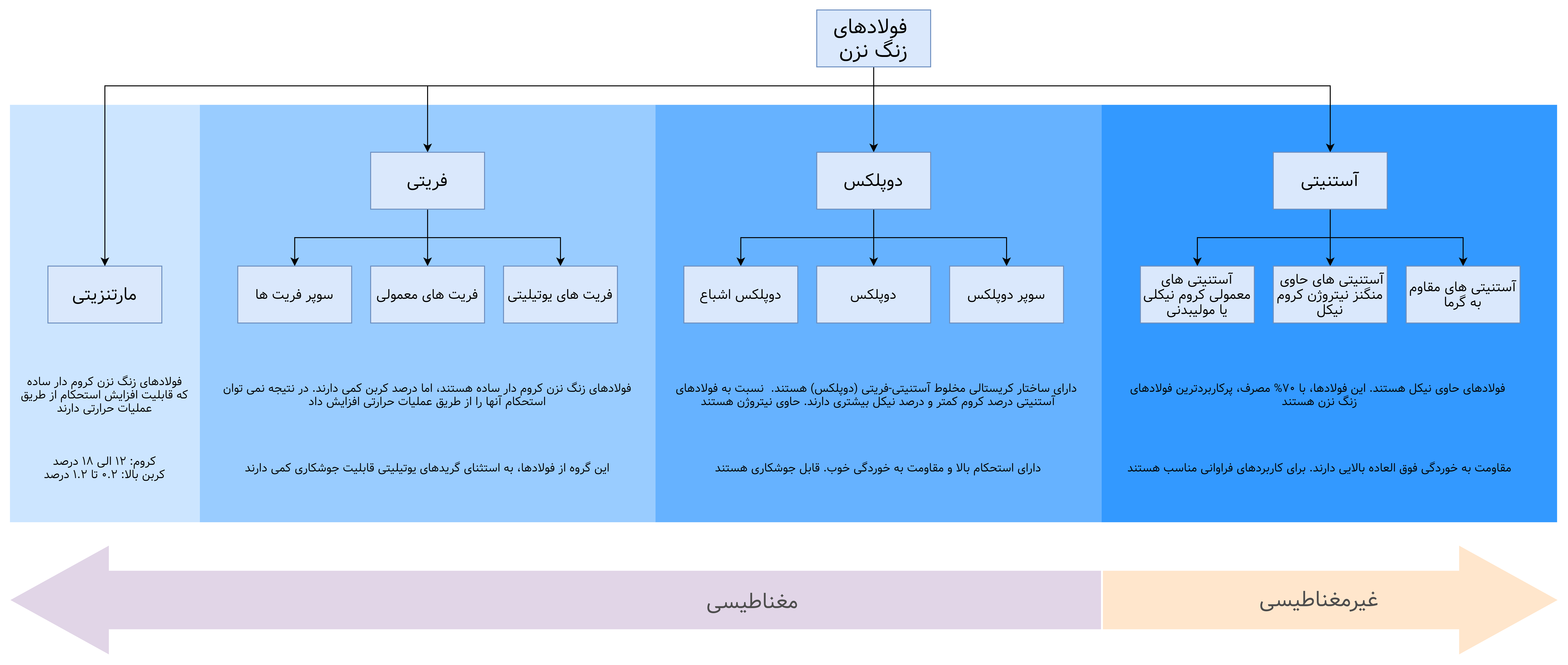
طبقه بندی انواع فولادهای زنگ نزن و برخی از خواص کلی آنها

### خانواده فولادهای زنگ‌نزن آستنیتی
St.steel 302-S30200: کاربرد عمومی (گرید پایه گروه آستنیتی)
1. St.steel 202-S20200: دارای N و Mn جایگزین بخشی از Ni
2. St.steel 201-S20100: دارای N و Mn جایگزین بخشی از Ni
  1. St.steel 205-S20500: دارای N و Mn جایگزین بخشی از Ni
3. St.steel 302B-S30200: افزودن Si برای بهبود مقاومت به پوسته شدن
4. St.steel 301-S30100: کاهش Cr و Ni برای افزایش کار سختی
5. St.steel 303-S30300: افزودن S برای بهبود قابلیت ماشین‌کاری، مقاومت یه خوردگی کمتر نسبت به ۳۰۲ و ۳۰۴
  1. St.steel 303Se-S30300: افزودن Se برای بهبود سطوح ماشین‌کاری شده
6. St.steel 304-S30400: دارای C کمتر برای بهبود مقاومت به خوردگی در سازه‌های جوشکاری شده
  1. St.steel 304L-S30403: کاهش بیشتر C
    1. St.steel 304LN: افزودن N برای افزایش استحکام

  2. St.steel 304N-S30451: افزودن N برای افزایش استحکام
  3. St.steel 308-S30800: دارای Cr و Ni بیشتر برای جوشکاری بهتر
  4. St.steel 321-S32100: افزایش Ti برای جلوگیری از ایجاد رسوب کاربید کروم در جوشکاری
    1. St.steel 347-S34700: افزودن Nb و Ta برای جلوگیری از رسوب کاربید کروم
    2. St.steel 348-S34800: دارای Ta و Co محدود شده برای کاربردهای هسته‌ای
    3. St.steel 305-S30500: افزایش Ni برای کاهش کار سختی
    4. St.steel 384-S38400: دارای Ni بیشتر برای کاهش کار سختی
    5. St.steel 305-S30500: افزودن Cu برای بهبود کار سرد
7. St.steel 309,309s-S30900,S30905: افزایش Cr و Ni برای بهبود مقاومت به خوردگی و پوسته‌ای شدن در دماهای بالا(309s دارای کربن کمتر است تا رسوب‌های کاربیدی کمتری تولید شود)
  1. St.steel 310,310s-S31000,S31008: افزایش Cr و Ni نسبت به ۳۰۹ برای بهبود مقاومت به خوردگی و پوسته‌ای شدن در دماهای بالا(310s دارای کربن کمتر است تا رسوب‌های کاربیدی کمتری تولید شود)
    1. St.steel 314-S31400: افزایش Si برای بهترین مقاومت به حرارت
8. St.steel 316-S31600: افزودن Mo برای بهبود مقاومت به خوردگی
  1. St.steel 316N-S31651: افزودن N برای افزایش استحکام
  2. St.steel 316F-S31620: افزودن S و P برای بهبود ماشین کاری
  3. St.steel 316L-S31603: کاهش C برای بهبود مقاومت به خوردگی
    1. St.steel 316LN: کاهش C و افزایش N برای افزایش استحکام
9. St.steel 317-S31700: دارای Cr و Mo بیشتر برای مقاومت به خوردگی بهتر
10. St.steel 317L-S31703: کاهش C برای بهبود ویژگی‌های جوشکاری

### خانواده فولادهای زنگ‌نزن فریتی
St.steel 430-S43000: مصارف عمومی (گرید پایه گروه فریتی)، چکش پذیری بسیار بالا و مقاومت به خوردگی عالی
1. St.steel 405-S40500: کاهش C و افزودن Al برای ممانعت از سخت شدن در اثر سرد شدن از دمای بالا
2. St.steel 409-S40900: دارای C کمتر که در در اگزوز اتومبیل‌ها به کار گرفته می‌شود
3. St.steel 429-S42900: اندکی Cr کمتر برای جوش پذیری بهتر
4. St.steel 430F-S43020: افزودن S و P برای بهبود ماشین کاری
  1. St.steel 430F Se-S43023: افزودن Se برای سطوح ماشین کاری بهتر
5. St.steel 434-S43400: افزودن مولیبدن برای بهبود مقاومت به خوردگی
  1. St.steel 436-S43600: افزودن Nb, Mo و Ta برای بهبود مقاومت به خوردگی و حرارت
6. St.steel 439-S43900: کاهش C و افزایش Ti برای جلوگیری از رسوب کاربید
7. St.steel 442-S44200: افزایش Cr برای بهبود مقاومت به پوسته‌ای شدن
  1. St.steel 446-S44600: افزایش Cr (تا ۲۷٪ و در برخی آلیاژها بیش از ۳۰٪) برای بهبود مقاومت به پوسته‌ای شدن
8. St.steel 444-S44400: کاهش C و افزایش Mo برای بهبود مقاومت به خوردگی؛ افزودن Ti و Nb

### خانواده فولادهای زنگ‌نزن مارتنزیتی
St.steel 410-S41000: کاربرد عمومی (گرید پایه گروه مارتنزیتی)، قابلیت عملیات حرارتی
1. St.steel 403-S40300: کیفیت خوب برای توربین‌ها و قطعاتی که به شدت تحت تنش هستند
2. St.steel 414-S41400: افزودن Ni برای مقاومت به خوردگی بهتر
  1. St.steel 431-S43100: افزایش Cr و Ni برای بهبود خوردگی و خواص مکانیکی خوب
  2. St.steel 422-S42200: حفظ استحکام و چقرمگی تا ۱۲۰۰°F با افزودن W, V و Mo
3. St.steel 420-S42000: افزایش C برای بهبود خواص مکانیکی
  1. St.steel 420F-S42020: افزودن P و S برای بهبود ماشین‌کاری
4. St.steel 416-S41600: افزایش P و S برای بهبود ماشین‌کاری
  1. St.steel 416 Se-S41623: افزودن Se برای بهبود سطوح ماشین‌کاری شده
5. St.steel 440C-S44004: افزایش C برای بیشترین سختی و افزایش Cr برای مقاومت به خوردگی
  1. St.steel 440B-S44003: کاهش اندک C برای بهبود چقرمگی
    1. St.steel 440A-S44002: کاهش بیشتر C نسبت به 440B برای بهبود چقرمگی

## معرفی مفصل برخی از موارد پرکاربرد

### گروه ۸–۱۸
سری ۳۰۰ استنلس استیل حدوداً دارای ۱۸ درصد کروم و ۸ درصد نیکل می‌باشد. اصطلاح "۸ – ۱۸" برای گریدهای ۳۰۲، ۳۰۳، ۳۰۴، ۳۰۵، ۳۸۴ و در کل گریدهایی با همین ترکیب شیمیایی گفته می‌شود. در کل گریدهای "۸–۱۸" در خواص مقاومت به خوردگی با هم خیلی متفاوت نیستند، و فقط در ترکیب شیمیایی با هم متفاوتند. ترکیب شیمیایی این گریدها به گونه‌ای است که بتوانند در محیط‌های مختلف و در برابر مواد شیمیایی مختلف مقاومت کنند. " ۸ – ۱۸" از لحاظ مقاومت به خوردگی از سری ۴۰۰ قوی تر، و معمولاً غیر مغناطیسی و سخت شونده فقط از طریق نورد سرد می‌باشد.

### گرید ۳۰۴
آلیاژ پایه گروه آستنیتی است. گرید ۳۰4 (8-18) یک فولاد آستنیتی با حداقل ۱۸ درصد Cr و ۸ درصد Ni است، که حداکثر ۰٫۰۸ درصد نیز C دارد. این گرید غیر مغناطیسی (نگیر) است و با عملیات حرارتی نمی‌توان آن را سخت کرد. برای بدست آوردن استحکام کششی‌های بالاتر باید از کارسرد استفاده کرد. ۱۸ درصد Cr موجود در این آلیاژ مقاومت به خوردگی و اکسیداسیون آن را فراهم می‌آورد. خواص متالورژیکی این آلیاژ بر پایه Ni آن استوار است (۸ درصد) که سبب افزایش مقاومت به خوردگی در برابر مواد شیمیایی می‌شود.
این آلیاژ در برابر اکثر اسیدها مقاوم است و می‌تواند در برابر زنگ زدگی عادی مقاومت بکند، که البته همراه با کدر و تیره شدن است. ۳۰۴ می‌تواند خوردگی خوبی برابر مواد غذایی، محلول‌های استریلیزه کردن، اکثر مواد شیمیایی و رنگ‌های ارگانیک و طیف گسترده‌ای از مواد شیمیایی غیر ارگانیک داشته باشد. آلیاژ ۳۰۴ یا یکی از زیر مجموعه‌های، بیش از ۵۰ درصد مصرف کل استنلس استیل در دنیا را شامل می‌شود. این گرید به دلیل توانایی مقاومت در برابر اسیدهای موجود در میوه‌ها، گوشت، شیر و سبزیجات جهت تولید انواع سینک ظرفشویی، میز، سماور، قهوه ساز، اجاق گاز، یخچال، بخارپز و غیره کاربرد دارد. همچنین از آن برای تولید لوازم قنادی، آشپزی، فنجان، قابلمه و ظروف استفاده می‌شود.
گرید ۳۰۴ برای تجهیزات لبنی بسیار مناسب است. دستگاه‌های شیردوشی، منبع‌ها، دستگاه‌های هموژنیزه کننده، استرلیزه کننده و تانکرها همه از این آلیاژ ساخته می‌شوند. این آلیاژ همچنین در صنایع تولید آب میوه بسیار مورد استفاده قرار می‌گیرند. در مصارف تهیه مواد غذایی، مانند کارخانه‌های صنایع غذایی، نانوایی‌های صنعتی و کشتارگاه‌ها، همه تجهیزات فلزی که در معرض روغن‌ها و چربی‌ها و اسیدهای حیوانی و گیاهی قرار دارند باید از گرید ۳۰۴ تولید شوند.
در محیط‌های دریایی چون این گرید خواص مقاومت به خوردگی و سایش بهتری از گرید ۳۱۶ دارد، برای تولید پیچ، مهره و واشر هم مورد استفاده قرار می‌گیرد. همچنان برای تولید فنر و اجزایی که نیاز به مقاومت به سایش و خوردگی از این گرید استفاده می‌شود.
ترکیب شیمیایی گرید عبارت است از:
- Carbon: 0.08% max
- Silicon: 1.00% max
- Manganese: 2.00% max
- Chromium: 18.00-20.00%
- Phosphorus: 0.045% max
- Nickel: 8.00-10.50%
- Sulfur: 0.030% max

### گرید ۳۱۶
در محیط‌هایی که نیازمند مقاومت به خوردگی بیشتر از گرید ۳۰۴ هستند از گرید ۳۱۶ استفاده می‌شود. این گرید همانند ۳۰۴ آستنیتی و نگیر است، و با عملیات حرارتی قابل سخت شدن نیست. عنصر کربن حداکثر ۰٫۰۸ درصد باید باشد و نیکل مقداری بیشتر از ۳۰۴ است. تفاوت شاخص میان ۳۰۴ و ۳۱۶ عنصر مولیبدن است که حداکثر ۳٪ به ۳۱۶ افزوده می‌شود. مولیبدن مقاومت در برابر خوردگی این گرید را در برابر مواد خورنده شیمیایی، محلول‌ها و مخصوصاً در برابر کلریدها بیشتر می‌کند. مولیبدن یکی از قویترین عناصر آلیاژی جهت جلوگیری از خوردگی است.
با وجود مولیبدن، می‌توان این گرید را در محیط‌های در معرض نمک‌های سدیم و کلسیم، محلول‌های هیپوکلریتی، اسیدهای فسفری، و محلول و اسیدهای سولفیدی استفاده کرد. همچنین تجهیزات مورد نیاز در اتاق عمل و جراحی از این آلیاژ تولید می‌شود. در مصارف دریایی نیز از این آلیاژ استفاده می‌شود، بغیر از پیچ و مهره‌هایی که نیاز به مقاومند به سایش دارند.
- Carbon: 0.08% max
- Silicon: 1.00% max
- Manganese: 2.00% max
- Chromium: 16.00-18.00%
- Phosphorus: 0.045% max
- Nickel: 10.00-14.00%
- Sulfur: 0.030% max
- Molybdenum: 2.00-3.00%